# Совачів Василь Якович
Василь Якович Совачів (15 (27) червня 1876, місто Прилуки, Чернігівська область — 3 травня 1924, село Сливки, Рожнятівський район, Івано-Франківська область) — український громадський діяч, військовий лікар, доктор медицини. Полковник або ж генерал-хорунжий Армії УНР. Чоловік актриси Ганни Совачевої. Небіж українського політичного діяча Миколи Міхновського. 

## Життєпис

Василь Совачів у молоді роки

Полковник або генерал-хорунжий медичної служби Василь Совачів під час служби в РІА

Народився в місті Прилуки на Полтавщині. Мати Василя — Олімпіада Іванівна Совачева (народжена Міхновська) була сестрою Миколи Івановича Міхновського, батько —  священик. У місцевій гімназії заснував учнівську громаду.
З 1893 — на військовій службі у російській армії. Закінчив військове училище, медичний факультет Київського університету (1902 рік), очолював тут студентську громаду, двічі був ув'язнений. Брав участь у російсько-японській війні. З 1907 — начальник дивізійної медично-санітарної лабораторії в Калузі. Згодом працював у військових академіях Санкт-Петербурга асистентом професора Левашова. У роки Першої світової війни 1914-18 років на фронті, полковник медичної служби (1913). У 1917 році в Чернівцях на посаді полкового лікаря, заснував тут Український клюб.
З 1917 року перебував на службі в Армії УНР. У січні 1919 — начальник військово-санітарної управи, з травня 1920 — інспектор санітарної управи Дієвої армії. З 1920 року в таборах інтернованих українських частин у Польщі. Після війни в Галичині — лікар курорту Підлютого з 1923 року.
Помер у містечку Сливки в Карпатах від епідемічного висипного тифу, на який він заразився під час лікування селян.
Совачів залишив кілька праць у галузі медицини, які були надруковані в російських фахових журналах. На еміграції писав довшу джерельну студію про санітарну справу в УНР.

## Вшанування пам'яті
26 липня 2024 року у місті Первомайськ вулицю Лейтенанта Шмідта перейменували на вулицю Полковника Василя Совачева.